# Laevigatarosor
Laevigatarosor (Rosa Laevigata-gruppen) är en grupp av rosor i familjen rosväxter. De har alla sitt ursprung i Cherokeerosen (R. laevigata). Sortena är dåligt härdiga och kan inte övervintra på friland i Sverige.

## Sorter
- 'Anemone' (J.C. Schmidt, 1896)
- 'Ramona' (Dietrich & Turner 1913)